# Tony Marciano
Tony Marciano, pseudonimo di Ciro Marciano, soprannominato 'O rre d'o Vesuvio (Torre Annunziata, 21 luglio 1965), è un cantautore italiano.
È stato definito "cantore dei clan", a causa della sua collusione e complicità con le cosche criminali e malavitose locali, in particolare con il clan Gionta, che nel 2012 gli è costata l'arresto e la condanna a 4 anni di reclusione per spaccio e traffico internazionale di stupefacenti.

## Biografia
Nasce a Torre Annunziata, dove giovanissimo incide il suo primo album firmando con la Mea Sud un 33 giri dal titolo Tu si a cchiu bella.
Il successo, nel territorio campano, arriva quando Marciano incide il singolo Ho messo incinta la mia ragazza, brano scritto da Antonio Casaburi e Franco Chiaravalle. Nel 1988 pubblica l'album Io sono meridionale, che totalizza 150000 copie vendute. I brani più noti dell'album sono il singolo già citato e la canzone che dà il titolo all'intero lavoro. Dopo aver raggiunto popolarità, l'artista cambia casa discografica firmando con la Vis Radio. Marciano ha anche scoperto il talento di Maria Nazionale, incidendo un brano dal titolo Io e te, scritto da Antonio Casaburi e Franco Chiaravalle, cantato in duetto. Marciano venne ospitato nel 1983, due volte, nel programma Bis condotto da Mike Bongiorno su Canale 5, e alla fine anni '80 nel programma TG1 3 minuti di... su Rai 1.
Nel febbraio 2022 è stato pubblicato il suo ultimo album L'amore non ha età, su etichetta Zeus Records.

### Vita privata
Ha tre figli maschi (avuti dal precedente matrimonio) e una figlia.

## Procedimenti giudiziari
Il 4 luglio 2012 viene arrestato e poi condannato a 4 anni di reclusione, con l'accusa di spaccio e traffico internazionale di stupefacenti, nel blitz che ha coinvolto il Clan Gionta di Torre Annunziata. Nel marzo 2015, dopo due anni e mezzo di reclusione, viene posto agli arresti domiciliari. Nel 2016 ritorna libero.
Anche dopo la scarcerazione, si è reso protagonista di concerti illegali svolti senza autorizzazioni e dedicati ai boss locali o da loro organizzati e imposti.
Scalpore ha suscitato la canzone Nun ciamm arrennere, atto d'accusa ai pentiti di giustizia, che vengono attaccati con giudizi e toni minacciosi tipici della sub-cultura criminale e omertosa della camorra, omettendo anche ogni accenno ai reati commessi da tale organizzazione nei confronti della società.

## Discografia parziale

### Album in studio
- 1984 - Tu si a cchiu bella (Mea Sud)
- 1985 - Al 2º incontro (Mea Sud)
- 1985 - Sotto la neve (Mea Sud)
- 1986 - Esiste tu (Mea Sud)
- 1987 - Ricomincio da zero (Vis Radio)
- 1988 - Io sono meridionale (Scala s.r.l)
- 1988 - Al solito posto (Mea Sud)
- 1989 - 'Na maglietta nfosa trasparente 'e mare (Jet Stereo)
- 1990 - La mia macchina (Bebas Record)
- 1992 - Come prima (Mea Sud)
- 1993 - Sono stronzo (Mea Sound)
- 1994 - Dedicato a chi ama (Mea Sound)
- 1996 - Quando bussa il cuore (GS Record)
- 1999 - Fioremio (Vis Club Futura)
- 2005 - Duje cumpagne (Zeus Record) - (con Gigi De Falco)
- 2006 - Il mio regalo (Mea Sound)
- 2009 - Vietato copiare (Zeus Record) - (con Gigi De Falco)
- 2010 - Più forte di ieri (Zeus Record)
- 2011 - Ci credo ancora (Zeus Record)
- 2016 - Ragazzo del Sud (Zeus Record)
- 2019 - 'Na vita 'e musica (Zeus Record)
- 2022 - L'amore non ha età (Zeus Record)

### Raccolte
- Napoli con sentimento
- Napoli meraviglioso